# Punta Gorda
Punta Gorda ist eine Stadt und zudem der County Seat des Charlotte County im US-Bundesstaat Florida. Das U.S. Census Bureau hat bei der Volkszählung 2020 eine Einwohnerzahl von 19.471 ermittelt. Das Stadtgebiet hat eine Größe von 47,9 km².
Die Stadt hat ein einmaliges Stadtzentrum mit mehreren historischen Plätzen, die auch im nationalen Register verzeichnet sind. Am 13. August 2004 wurden durch den Hurrikan Charley massive Zerstörungen in Teilen der Stadt verursacht.

## Geographie
Punta Gorda liegt im Südwesten Floridas an den Ufern des Peace River und des Charlotte Harbor am Golf von Mexiko, etwa 10 km südlich von Port Charlotte und 160 km südlich von Tampa. Die Stadt ist das Zentrum der Metropolregion Punta Gorda (engl.: Punta Gorda Metropolitan Statistical Area), die dem Charlotte County entspricht.

### Klima
Das Klima ist mild und warm, mit einem leichten Wind von See. Statistisch regnet es in den Sommermonaten an durchschnittlich 40 % der Tage, wenn auch nur kurzfristig. Die höchsten Temperaturen sind im Mai bis Oktober, mit bis zu 41 °C. Die kältesten Monate von Dezember bis Februar mit durchschnittlich nur 15 °C. Schneefall ist in der Region nahezu unbekannt.

## Geschichte
Punta Gorda wurde ursprünglich im Jahre 1884 als Town of Trabue von dem Großgrundbesitzer Colonel Isaac Trabue gegründet. 1886 wurde von der Florida Southern Railway eine Bahnstrecke von Lakeland über Arcadia bis Punta Gorda erbaut, die 1892 in das Plant System integriert wurde. Eine Verlängerung der Strecke bis nach Fort Myers wurde 1904 durch die ACL eröffnet. Heute wird die Strecke von Arcadia über Punta Gorda nach Naples von der Seminole Gulf Railway betrieben. 1887 wurde der Stadtname in Punta Gorda geändert. In den 1890er Jahren entwickelte sich die Stadt zu einem bedeutenden Umschlagplatz für Vieh in Richtung Kuba. 1905 wurden große Teile der Stadt durch einen Großbrand zerstört, woraufhin angeordnet wurde, für den Wiederaufbau der Gebäude ausschließlich Backsteine und Beton zu verwenden. 1921 wurde eine erste Brücke über den Charlotte Harbor errichtet, woraufhin der Ort vom Florida-Landboom erfasst wurde und rasant wuchs. In den 1920er Jahren wurden die meisten, heute bestehenden öffentlichen Gebäude der Stadt erbaut.
Im August 2004 zog das Auge von Hurrikan Charley direkt über Punta Gorda, was schwere Verwüstungen des Stadtgebietes nach sich zog. In den Jahren danach wurde Punta Gorda wieder aufgebaut.

### Religionen
In Punta Gorda gibt es derzeit 45 verschiedene Kirchen aus 18 unterschiedlichen Konfessionen. Unter den zu einer Konfession gehörenden Kirchen ist die Baptistengemeinde mit 11 Kirchen am stärksten vertreten. Weiterhin gibt es 4 zu keiner Konfession gehörende Kirchen (Stand: 2004).

### Demographische Daten
Laut der Volkszählung 2010 verteilten sich die damaligen 16.641 Einwohner auf 11.580 Haushalte. Die Bevölkerungsdichte lag bei 453,4 Einw./km². 93,3 % der Bevölkerung bezeichneten sich als Weiße, 3,3 % als Afroamerikaner, 0,2 % als Indianer und 1,1 % als Asian Americans. 0,7 % gaben die Angehörigkeit zu einer anderen Ethnie und 1,3 % zu mehreren Ethnien an. 4,5 % der Bevölkerung bestand aus Hispanics oder Latinos.
Im Jahr 2010 lebten in 10,7 % aller Haushalte Kinder unter 18 Jahren sowie 60,7 % aller Haushalte Personen mit mindestens 65 Jahren. 67,4 % der Haushalte waren Familienhaushalte (bestehend aus verheirateten Paaren mit oder ohne Nachkommen bzw. einem Elternteil mit Nachkomme). Die durchschnittliche Größe eines Haushalts lag bei 1,95 Personen und die durchschnittliche Familiengröße bei 2,30 Personen.
10,2 % der Bevölkerung waren jünger als 20 Jahre, 8,5 % waren 20 bis 39 Jahre alt, 20,5 % waren 40 bis 59 Jahre alt und 60,9 % waren mindestens 60 Jahre alt. Das mittlere Alter betrug 64 Jahre. 47,5 % der Bevölkerung waren männlich und 52,5 % weiblich.
Das durchschnittliche Jahreseinkommen lag bei 59.090 $, dabei lebten 11,1 % der Bevölkerung unter der Armutsgrenze.
Im Jahr 2000 war Englisch die Muttersprache von 94,16 % der Bevölkerung und 5,84 % hatten eine andere Muttersprache.

## Sehenswürdigkeiten
Folgende Objekte sind im National Register of Historic Places gelistet:
| - Clarence L. Babcock House - Charlotte High School - A. C. Freeman House - Old First National Bank of Punta Gorda - Punta Gorda Atlantic Coast Line Depot | - Punta Gorda Ice Plant - Punta Gorda Residential District - Punta Gorda Woman’s Club - H. W. Smith Building - Villa Bianca |

## Parks
Laishley Park, ein 16 Acres großer Park, gelegen am Ufer des Peace River mit einem etwa 100 m langen Pier für Angler und eine öffentliche Boots-Anlegestelle. Der Laishley-Park reicht bis an das Stadtzentrum heran.
Gilchrist Park ist ein Park mit einer Größe von 20 Acres. Er ist ebenfalls am Ufer des Peace River gelegen mit vielen Picknick-Tischen, Bänken und Holzkohle-Grills. Am Ufer gibt es ein Holzpier zum Angeln. Weiterhin gibt es 4 Tennisplätze, einen Basketball-Platz und einen Spielplatz für Kinder. Außerdem ist der Park behindertengerecht ausgestattet.
Im Nature Park befindet sich ein Observatorium zur Beobachtung von Vögeln. Die Parkgröße sind 19 Acres. In dem Park gibt es einen Wanderweg, der bis in die bewaldeten und tiefliegenden Gebiete reicht, wo es viele Seevögel gibt.
Ponce DeLeon Park ist ein frei zugänglicher Park in der Nähe des Hafens mit einem eigenen Strand, einem Bootsanlegesteg und einem großen Parkplatz, wo die Bootsanhänger parken können. Weiterhin gibt es viele Picknick-Tische, Bänke und Holzkohle-Grills.

## Wirtschaft
Im Jahr 2003 wurde Punta Gorda auf Platz 4 in America’s Best Places to Live gewählt. Die Begründung war: Punta Gorda hat das beste Wirtschaftsergebnis der Nation. Die aktuelle und zukünftige Arbeitsmarktlage sind ausgezeichnet, wenig Arbeitslosigkeit und normale Lebenshaltungskosten. Die Steuerstruktur ist gut und es gibt keine persönliche Einkommensteuer. Die Preise für Land und Häuser sind niedrig.
Eine nennenswerte Industrie gibt es nicht. Die hauptsächlichen Beschäftigungszweige sind: Ausbildung, Gesundheit und Soziales: (23,0 %), Handel / Einzelhandel: (15,0 %), Finanzen, Versicherungen und Immobilien: (10,9 %), Zukunftstechnologien, Management, Verwaltung: (12,4 %), Kunst, Unterhaltung, Nahrungsmittel, Restaurants (11,5 %).

## Schulen
- East Elementary School
- Sally Jones Elementary School
- Punta Gorda Middle School
- Charlotte High School

## Verkehr
Punta Gorda wird von der Interstate 75 sowie vom Tamiami Trail (U.S. 41) in Nord-Süd-Richtung gekreuzt. Außerdem beginnen hier der U.S. Highway 17 und die Florida State Road 35 auf einer gemeinsamen Trasse in Richtung Osten. Der örtliche Flughafen ist der östlich des Stadtgebiets gelegene Punta Gorda Airport.

## Kriminalität
Die Kriminalitätsrate lag im Jahr 2010 mit 150 Punkten (US-Durchschnitt: 266 Punkte) im niedrigen Bereich. Es gab eine Vergewaltigung, zwei Raubüberfälle, 24 Körperverletzungen, 176 Einbrüche, 198 Diebstähle, zwei Autodiebstähle und zwei Brandstiftungen.